# Milionia assimilis
Milionia assimilis là một loài bướm đêm trong họ Geometridae.